# Euplica varians
Euplica varians là một loài ốc biển, là động vật thân mềm chân bụng sống ở biển trong họ Columbellidae. Chúng thường được gọi bằng tên thông dụng là Momi tại Hawaii, có nghĩa là "ngọc châu".

## Miêu tả
Euplica varians có thể đạt đến kích thước 11 mm.

## Phân bố
Loài này phân bố ở Ấn Độ Dương, từ ven biển Đông Phi và dọc theo miền bắc KwaZuluNatal, ở hải vực Ấn Độ Dương-Tây Thái Bình Dương and Úc.